# Спецназ «К.Е.Т.»
Спецназ «К.Е.Т.» (англ. C.A.T. Squad) — американський телевізійний бойовик 1986 року.

## Сюжет
У паризькому ресторані убитий професор Сорбонни. У Німеччині посеред білого дня застрелений видатний вчений — фізик. Обидві жертви працювали над суперсекретним проектом НАТО щодо створення високотехнологічної системи космічної лазерної зброї. Для ліквідації виниклої загрози уряд США формує особливий елітний підрозділ у структурі армійської розвідки — спецназ «К.Е.Т.». Найкращі фахівці з таємних операцій і диверсійної діяльності — бійці спецназу «К.Е.Т.» повинні за будь-яку ціну врятувати учених, які залишилися в живих, що працюють над проектом, і знешкодити міжнародних терористів, що задумали зірвати створення космічної лазерної зброї.

## У ролях
| Актор               | Роль                  |
| ------------------- | --------------------- |
| Джозеф Кортезе      | Джон «Док» Беркхолдер |
| Джек Янгблад        | Джон Соммерс          |
| Стів Джеймс         | Бад Рейнс             |
| Патріція Шарбонно   | Ніккі Блейк           |
| Беррі Корбін        | Директор              |
| Едді Велес          | Карлос                |
| Сем Грей            | доктор Генрі Співак   |
| Ел Шеннон           | Ірландець Джонні      |
| Френк Мілітері      | Віллі Дарбі           |
| Анна Марія Горсфорд | місіс Рейнс           |
| Бредлі Вітфорд      | Леон Треппер          |
| Енн Е. Керрі        | Дженет                |
| Ганс Богільд        | Дітер Порзіг          |
| Томас Гауф          | Нолан                 |
| Майкл Синельніков   | сер Кирил Шарп        |
| Власта Врана        |                       |
| Нанетт Воркмен      |                       |
| Гі Прово            |                       |
| Умар Распбері       |                       |
| Нік Рамус           |                       |
| Рік Гарсіа          |                       |
| Роберто А. Гіменез  |                       |
| Джон Новак          | Коннері               |